# Rafaely
Rafael Bethencourt López, conocido artísticamente como Rafaely, (Las Palmas de Gran Canaria, 31 de marzo de 1933-28 de octubre de 1982) fue un artista multidisciplinar español, considerado uno de los pintores más representativos del arte abstracto de Canarias.

## Trayectoria
De formación autodidacta hasta su ingreso, en 1956, en la Escuela de Arte Luján Pérez, donde completó su formación y pasó de la no figuración más radical al arte abstracto. Presentó su primera Exposición de Caricaturas en el Club Marino de Las Palmas de Gran Canaria en el mismo año. En 1961, se integró en el Grupo Espacio como miembro fundador junto a otros artistas como Felo Monzón, Francisco Lezcano, Lola Massieu y Pino Ojeda.
En los años 50, Rafaely exploró el surrealismo, en los 60 la abstracción geométrica y en los 70 elaboró motivos posconstructivistas sobre fondos planos. Posteriormente experimentó con el collage y llegó a la abstracción expresionista pictórica. Desarrolló su carrera artística elaborando murales, decorados para varias obras de teatro, realizando viñetas humorísticas para varios periódicos locales, y practicó la escultura como alumno de Abraham Cárdenes.

## Reconocimientos
En 1958, Rafaely ganó el Premio Único en dibujo, por su cuadro Abstracción VI, y el Primer Premio en Caricatura por su trabajo sobre Carmen Laforet en la VII Exposición Provincial de Arte de la Obra Sindical de Educación y Descanso, en Las Palmas de Gran Canaria. En 1968, la Asociación Canaria de caricaturistas, le concedió el galardón Baifo de Oro.
Al año siguiente de su fallecimiento, en 1983, se realizó una exposición-homenaje organizada por la Escuela de Arte Luján Pérez en la Sala de San Antonio Abad. Dos años después, la Caja Insular de Ahorros de Canarias le dedicó el Calendario Anual de 1986. 
En 1993, el Museo Néstor de Las Palmas de Gran Canaria, realizó una muestra de la obra de Rafaely como homenaje. Posteriormente, en 2015, se realizó una retrospectiva de su obra titulada El universo de Rafaely en San Martín Centro de Cultura Contemporánea.
En 2023, se incluyó su obra Sin título de 1950 (Óleo sobre arpillera 58 × 72 cm.) en la exposición titulada Isla de Arte. Una colección para el Museo de Bellas Artes de Gran Canaria que se realizó entre marzo y junio en la Casa de Colón. Ese mismo año, la Casa-Museo Tomás Morales realizó la exposición retrospectiva titulada Rafaely, 40 años después.
El Ayuntamiento de Las Palmas de Gran Canaria denominó en el barrio de Tafira una calle en su honor.